# Маммиллярия плоская
Маммиллярия плоская (лат. Mammillária compréssa) — кактус из рода Маммиллярия.

## Описание
Во взрослом состоянии даёт множество отростков, которые образуют довольно массивные, плотно сжатые кустики до 1 метра в диаметре, образуя тем самым обширные колонии. Английское название вида — англ. mother-of-hundreds (буквально: "мать сотен детей") — указывает на очень большую плодовитость.
Стебель сначала одиночный, шаровидный, серо-зелёный, диаметром от 8 до 10 см, потом сильно ветвящийся, в группе находятся несколько высоких растений до 20 см высотой; остальные растения, растущие возле этих высоких экземпляров, более мелкие — до 8 см высотой. Сосочки короткие, твёрдые, расположены густо. У основания кактуса они пирамидальные, четырёхгранные. Их вершины овальные, с белыми волосками.
Колючки данного вида разнообразны, чаще всего имеют белый цвет; обычно радиальных колючек от 2 до 6, длиной от 2 до 6 см. Центральные колючки отсутствуют, но иногда встречаются растения с двумя центральными колючками.
Цветок похож на колокольчик 10—15 мм длиной и такого же диаметра; цветки распускаются гирляндой вокруг центра. У них розовый цвет. Плоды булавовидные, красные. Семена светло-коричневые.

## Распространение
Эндемик мексиканских штатов Сан-Луис-Потоси, Идальго, Тамаулипас и Керетаро. Растёт на известковых холмах среди кустарников.

## Подвиды
- Mammillaria compressa subsp. compressa — этот подвид имеет стебель высотой не более 10 см, и он образует небольшие колонии.

Синонимы:
- - Mammillaria angularis
  - Mammillaria bernalensis
  - Mammillaria esseriana
  - Mammillaria tolimensis
- Mammillaria compressa subsp. centralifera произрастает в северной части ареала. Гладкие центральные колючки (до 6 см длиной) этого подвида направлены вниз, концы их чёрные. В основном растения этого подвида одиночные.

## Синонимы
- Mammillaria angularis Link & Otto
  - Mammillaria angularis var. compressa K.Schum.
- Mammillaria bernalensis Repp., 1989
- Mammillaria centralifera Repp., 1989
- Mammillaria compressa subsp. centralifera (Repp.) D.R.Hunt
- Mammillaria conopea Scheidw., 1838
- Mammillaria esseriana Boed., 1928
- Mammillaria tolimensis R.T.Craig, 1945